# Sansevieria braunii
Dracaena braunii (Sansevieria braunii) es una especie de Dracaena Sansevieria  perteneciente a la familia de las asparagáceas, originaria de  África oriental en Tanzania.
Ahora se la ha incluido en el gen de Dracaena debido a los estudios moleculares de su filogenia.

## Descripción
Sansevieria braunii es una planta suculenta, perennifolia que crece sin tallo con rizomas de 3 cm de espesor, de color naranja pardusco. Tiene habitualmente dos hojas oblongas-lanceoladas de 50 a 70 centímetros de largo y 7-11 cm de ancho. Se estrechan en la base, y son de color verde con unas bandas blancas o parches, con la edad se endurece y tornan de color marrón rojizo.
Las inflorescencias, con un tallo cilíndrico, de color rojizo son de hasta 45 centímetros de altura. Los 15 centímetros de diámetro de las grandes panículas están densamente cubiertas de flores.

## Taxonomía
Sansevieria braunii fue descrita por Engl. & K.Krause y publicado en Botanische Jahrbücher für Systematik, Pflanzengeschichte und Pflanzengeographie 45: 153, en el año 1910.
Etimología
Sansevieria nombre genérico que debería ser "Sanseverinia" puesto que su descubridor, Vincenzo Petanga, de Nápoles, pretendía dárselo en conmemoración a Pietro Antonio Sanseverino, duque de Chiaromonte y fundador de un jardín de plantas exóticas en el sur de Italia. Sin embargo, el botánico sueco Thunberg que fue quien lo describió, lo denominó Sansevieria, en honor del militar, inventor y erudito napolitano Raimondo di Sangro (1710-1771), séptimo príncipe de Sansevero.
braunii: epíteto otorgado en honor del botánico alemán Carl Philipp Johann Georg Braun (1870–1935), que trabajó muchos años en Tanzania.